# Stowięcino (gromada)
Stowięcino – dawna gromada, czyli najmniejsza jednostka podziału terytorialnego Polskiej Rzeczypospolitej Ludowej w latach 1954–1972.
Gromady, z gromadzkimi radami narodowymi (GRN) jako organami władzy najniższego stopnia na wsi, funkcjonowały od reformy reorganizującej administrację wiejską przeprowadzonej jesienią 1954 do momentu ich zniesienia z dniem 1 stycznia 1973, tym samym wypierając organizację gminną w latach 1954–1972.
Gromadę Stowięcino z siedzibą GRN w Stowięcinie utworzono – jako jedną z 8759 gromad na obszarze Polski – w powiecie słupskim w woj. koszalińskim na mocy uchwały nr 43/54 WRN w Koszalinie z dnia 5 października 1954. W skład jednostki weszły obszary dotychczasowych gromad Stowięcino, Szczypkowice, Gorzysław, Podole Wielkie, Gorzyno i Radosław ze zniesionej gminy Pobłocie oraz obszar dotychczasowej gromady Rzechcino ze zniesionej gminy Potęgowo w tymże powiecie. Dla gromady ustalono 16 członków gromadzkiej rady narodowej.
31 grudnia 1959 z gromady Stowięcino wyłączono wieś Szczypkowice, włączając ją do gromady Główczyce w tymże powiecie.
31 grudnia 1968 z gromady Stowięcino  wyłączono: a) wieś Gorzysław, włączając ją do gromady Główczyce; b) wsie Rzechcino i Radosław, włączając je do gromady Potęgowo – w tymże powiecie, po czym gromadę Stowięcino zniesiono, a jej (pozostały) obszar włączono do gromady Pobłocie tamże.